# Anilocra pilchardi
Anilocra pilchardi es una especie de crustáceo isópodo marino del género Anilocra, familia Cymothoidae.
Fue descrita científicamente por Bariche & Trilles en 2006.

## Distribución
Esta especie se encuentra en Líbano.